# Blågrundtjärnen
Blågrundtjärnen är en sjö i Nordmalings kommun i Ångermanland och ingår i Lögdeälven-Husåns kustområde. Blågrundtjärnen ligger i Kronören Natura 2000-område.